# Erich Weiher
Erich Weiher (* 23. Juli 1893 in Berlin; † 7. März 1972 in Hamburg) war ein deutscher Schauspieler und Hörspielsprecher.

## Leben
Nach Unterricht bei Gustav Höppner gab Erich Weiher 1912 im Sommertheater Moabit in Berlin sein schauspielerisches Debüt. Weitere Stationen seiner Laufbahn waren Theater in Beuthen, Essen, Graudenz, Nordhausen und Saarbrücken, ehe er 1931 nach Hamburg kam. Hier arbeitete er zunächst als Rundfunksprecher bei der damaligen NORAG. Als König Ludwig XIV. stand Weiher in der Operette Liselott von Eduard Künneke zum ersten Mal in Hamburg auf der Bühne. Anlass hierzu war ein Gastspiel Gustaf Gründgens’ im Operettenhaus. Anschließend hatte er Engagements am Kleinen Lustspielhaus an den Großen Bleichen, dem späteren Sitz des Ohnsorg-Theaters, sowie im Vorläufer des Altonaer Theaters, dem Altonaer Stadttheater. 1937 kam Erich Weiher an das Thalia Theater, dem er bis zu seinem Tod über 35 Jahre lang angehörte. Einige seiner Rollen waren hier der Julius Wolff in Gerhart Hauptmanns Biberpelz, Napoleon in Madame Sans-Gêne von Victorien Sardou, der Kammerdiener in Kabale und Liebe von Friedrich Schiller oder der Geist in Shakespeares Hamlet. Weiter sah man Weiher in Stücken wie Der gute Mensch von Sezuan von Bertolt Brecht, in Südfrüchte von Marcel Pagnol oder Kolportage von Georg Kaiser.

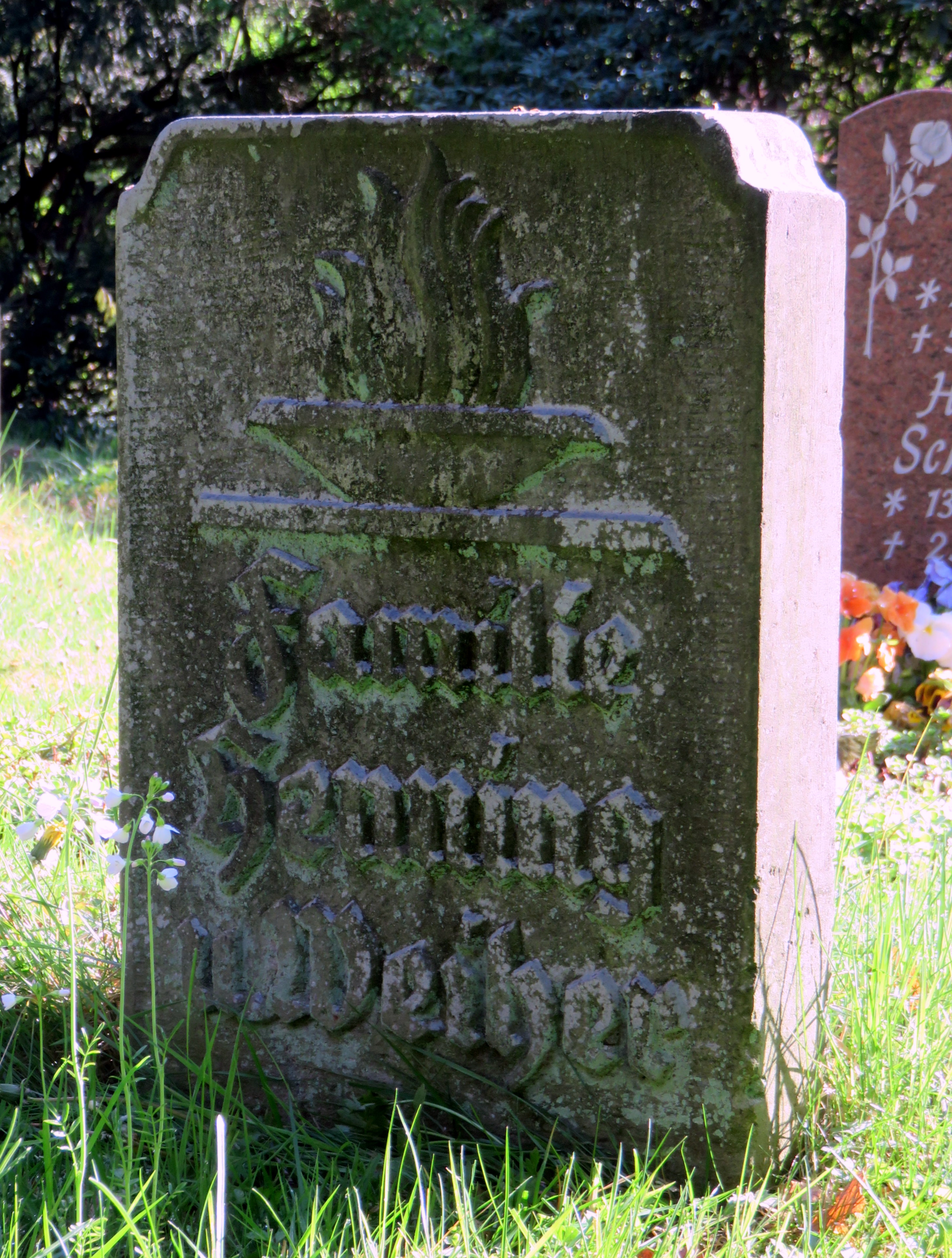
Grabstein „Weiher“ auf dem Friedhof Ohlsdorf

Gelegentlich übernahm Erich Weiher auch Aufgaben vor der Kamera. So war er 1947 erstmals in dem Episodenfilm In jenen Tagen unter der Regie von Helmut Käutner zu sehen. Sowohl 1954/55 als auch in einer weiteren Verfilmung im Jahr 1959 spielte er die Rolle des Monsieur Hochepot in dem Dreiteiler Im sechsten Stock nach dem gleichnamigen Bühnenstück des Schweizer Schauspielers Alfred Gehri. Weiter hatte Weiher kleinere Rollen in Der Hauptmann von Köpenick und der Edgar-Wallace-Verfilmung Die toten Augen von London. Ferner wirkte er in zwei Episoden der Serie Hafenpolizei und in der ersten Folge der Unverbesserlichen mit.
Ungleich umfangreicher war dagegen Erich Weihers Tätigkeit als Hörspielsprecher. Zwischen 1945 und 1972 wirkte er in über 150 Produktionen überwiegend des NWDR und später des NDR mit, so u. a. in Hörfunkfassungen von Carl Zuckmayers Der Hauptmann von Köpenick, Der Biberpelz, Bezauberndes Fräulein von Ralph Benatzky, Galileo Galilei von Bertolt Brecht oder Der Geizige von Molière. 
Erich Weiher starb 78-jährig an Herzversagen, nachdem er einige Tage zuvor noch in Ibsens Ein Volksfeind auf der Bühne des Thalia Theaters gestanden hatte. Er ruht auf dem Hamburger Friedhof Ohlsdorf bei Kapelle 12 (Grablage BH 58 – 1097).

## Filmografie (Auswahl)
- 1947: In jenen Tagen
- 1950: Export in Blond
- 1950: Der Schatten des Herrn Monitor
- 1954: Im sechsten Stock
- 1954: Neues aus dem sechsten Stock
- 1955: Ende des sechsten Stocks
- 1955: Hin und Her
- 1955: Prozeß in Dur
- 1956: Der Hauptmann von Köpenick
- 1957: Tolle Nacht
- 1957: Die Herberge
- 1958: Das Geld, das auf der Straße liegt
- 1959: Die Ratten
- 1959: Im sechsten Stock
- 1959: Neues aus dem sechsten Stock
- 1959: Ende des sechsten Stocks
- 1961: Die toten Augen von London
- 1964: Hafenpolizei – Krumme Touren
- 1964: Hotel zur Erinnerung
- 1965: Die Unverbesserlichen
- 1966: Briefe nach Luzern
- 1966: Hafenpolizei – Die neue Spur
- 1971: Theatergarderobe – Das Naturereignis

## Hörspielproduktionen (Auswahl)
- 1945: Der Hauptmann von Köpenick – Regie: Helmut Käutner
- 1945: Der Biberpelz – Regie: Ludwig Cremer
- 1946: Bezauberndes Fräulein – Regie: Karl-Heinz Reichel
- 1947: Galileo Galilei – Regie: Ludwig Cremer
- 1948: Luftbrücke Berlin – Regie: Gustav Burmester
- 1949: Wem die Stunde schlägt – Regie: Karlheinz Schilling
- 1949: Schmutzige Hände – Regie: Otto Kurth
- 1950: Kapitän Brassbounds Bekehrung – Regie: Otto Kurth
- 1950: Erstklassige Existenz zu verkaufen – Autor und Regie: Kurt Meister
- 1951: Der Geizige – Regie: Fritz Schröder-Jahn
- 1951: Geschichte Gottfriedens von Berlichingen mit der eisernen Hand – Regie: Hans Lietzau
- 1952: Karussell zu verkaufen – Regie: Helmut Käutner
- 1952: Das Gericht zieht sich zur Beratung zurück (Folge: Das geheimnisvolle Wertpaket) – Regie: Gerd Fricke
- 1952: Stranitzky und der Nationalheld – Regie: Fritz Schröder-Jahn
- 1952: Gestatten, mein Name ist Cox (1. Staffel; Folge: Nachts ging das Telefon) – Regie: Hans Gertberg
- 1953: Zum goldenen Anker (1.–3. Teil) – Regie: Gustav Burmester
- 1953: Das Schiff Esperanza – Regie: Otto Kurth
- 1954: Die Sterne lügen nie – Regie: Gottfried Lange
- 1954: Das Gericht zieht sich zur Beratung zurück (Folge: Vorbestraft) – Regie: Gerd Fricke
- 1956: Unterm Birnbaum – Regie: Gert Westphal
- 1956: Das Verhör des Lukullus – Regie: Fritz Schröder-Jahn
- 1957: Mr. Thriplow verschenkt sein Geld – Regie: Günter Siebert
- 1957: Die Versuchung – Regie: Fritz Schröder-Jahn
- 1957: Die Jagd nach dem Täter (Folge: Spitzbuben) – Regie: S. O. Wagner
- 1958: Der Prozeß um des Esels Schatten – Regie: Ludwig Cremer
- 1958: Anne Frank – Spur eines Kindes – Regie: Fritz Schröder-Jahn
- 1959: Spionage (in 4 Folgen) – Regie: S. O. Wagner
- 1959: Die Jagd nach dem Täter (Folge: Die Tresore der Firma Livingstone) – Regie: S. O. Wagner
- 1960: Wasser und Wind – Regie: Fritz Schröder-Jahn
- 1960: Ein Fall für Herrn Schmidt – Regie: Fritz Schröder-Jahn
- 1961: Totentanz – Regie: Martin Walser
- 1962: Die Jagd nach dem Täter (Folge: Die Nacht in Badmers Hamlet) – Regie: S. O. Wagner
- 1963: Die Jagd nach dem Täter (Folge: Der Tod reist mit dem Zirkus) – Regie: S. O. Wagner
- 1964: Ein Wintermärchen – Regie: Fritz Schröder-Jahn
- 1965: Rahmeck schlägt Alarm – Regie: Fritz Schröder-Jahn
- 1965: Die Wasserminna (Vierteiler) – Regie: Otto Düben
- 1966: Die Enttäuschung – Regie: Fritz Schröder-Jahn
- 1969: Ja, operieren, nein – Regie: Günter Bommert
- 1971: Fremde Tote – Regie: Hans Rosenhauer
- 1972: Im Mittelpunkt steht der Mensch – Regie: Heinz Hostnig